# Tospovirus
Els Tospovirus són un gènere de virus ARN negatius que es troben dins la família Bunyaviridae. Són l'únic grup de virus de les plantes dins aquesta família, tots els altres membres de Bunyaviridae infecten animals. Aquest gènere pren el seu nom del descobriment del virus del bronzejat del tomàquet, Tomato spotted wilt virus (TSWV) a Austràlia el 1915. Fins a l'any 1990 era l'únic membre de la família. Actualment hi ha m a mínim 20 espècies virals en aquesta família. Junts s'ha documentat que aquests virus infecten 800 espècies de plantes diferents.

## Transmissió
Els tospoviruses són arbovirus normalment vectoritzats per un thrips. Com a mínim 10 espècies de thrips dins la família Thripidae s'han confirmat com vectors per la transmissió de tospoviruses.

## Importància agrícola
La infecció amb el virus resulta en taques (en anglès: spotting) i marciment (wilting) en la planta, redueix el creixement i eventualment la mort de la planta. No hi ha cures antivirals per a les plantes infectades amb Tospovirus, i les plantes infectades han de ser tretes del camp i destruïdes per tal de prevenir l'extensió de la malaltia.
Hi ha un gran nombre de famílies de plantes que poden ser infectades pel Tospovirus. Això inclou els cauets, les síndries, pebroteres, tomaqueres, carbassons, etc. També plantes ornamentals com Impatiens, crisantems, iris, etc. La llista més completa es pot consultar a Tospovirus host list Arxivat 2007-11-22 a Wayback Machine. a Kansas State University.

## Diagnosi
Els símptomes primerencs són díficils de diagnosticar. En estadis avançats hi ha taques fosques a la tija (bronzejat) i el marciment de la part de dalt de la planta. Els fruits poden quedar deformats maduren fora de temps i sovint tenen cops a la superfície.
Hi ha tests serològics i moleculars disponibles comercialment per a diagnosticar el TSWV com també el segon tospovirus com que es troba en ornamentals, Impatiens necrotic spot virus (INSV).

## Epidemologia
El TSWV és prevalent en climes càlids en regions amb altes poblacions de thrips. Aquest virus és una plaga agrícola a Àsia, Amèrica, Europa i Àfrica. En els darrers 15 anys els brots dr la malaltia s'han incrementat. El vector principal és Frankliniella occidentalis.